# Historia del Bayern de Múnich
La historia del Bayern de Múnich comienza en en 1900. Fue fundado por once jugadores liderados por Franz John. Se trata de un club deportivo alemán con sede en Múnich, Baviera. Es conocido por su equipo de fútbol profesional, que juega en la Bundesliga, y es el club más exitoso en la historia del fútbol alemán. Tuvo su mayor éxito a mediados de la década de 1970, cuando, bajo la capitanía de Franz Beckenbauer, ganó la Copa de Europa tres veces seguidas (1974-76).
En total, el Bayern ha llegado a once finales de la Copa de Europa/Liga de Campeones de la UEFA, ganando su sexto título en 2020 como parte de un triplete continental. El Bayern también ha ganado una Copa de la UEFA, una Recopa de Europa, una Supercopa de la UEFA, una Copa Mundial de Clubes de la FIFA y dos Copas Intercontinentales, lo que lo convierte en uno de los clubes europeos más exitosos a nivel internacional. Desde la formación de la Bundesliga, el Bayern ha sido el club dominante en el fútbol alemán con 29 títulos y ha ganado 10 de los últimos 13 títulos.

## Inicios del Bayern/FC

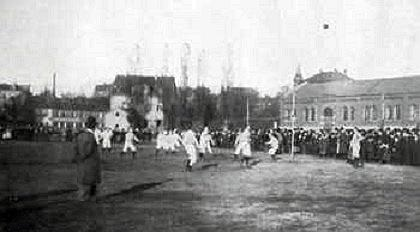
Vista de un partido entre el Bayern y el Núremberg en 1901.

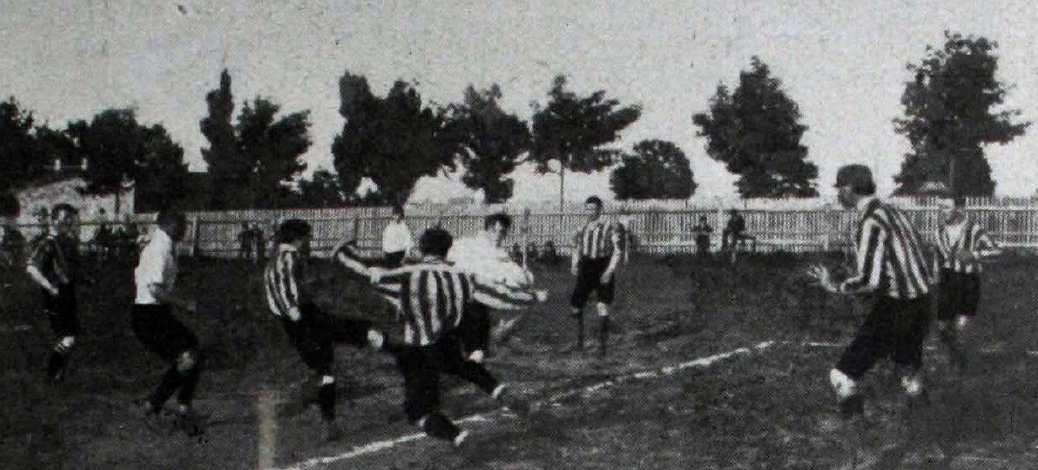
Vista de un partido entre el Bayern y el Wacker en 1907.

Franz John, jugador del MTV 1879 y diez de sus compañeros, cansados de las condiciones en las que tenían que jugar, se reunieron aquel día para rescindirse de su equipo. El club que crearon se llamó F. C. Bayern. Años más tarde cambiarían el nombre por el de FC Bayern de Múnich, mundialmente conocido como los "bávaros".
Los comensales que en la noche del 27 de febrero de 1900 cenaban en el restaurante Gisela de Múnich no podían sospechar que en aquel momento, en una de las mesas junto a ellos, se estaba gestando el nacimiento del mejor equipo de Alemania y uno de los más grandes de Europa. 
Cuando Alemania consiguió la Copa Mundial de Fútbol de 1954 la tendencia se invirtió radicalmente y el fútbol se convirtió en el deporte más popular del país, "la apasionadora Alemana" había nacido. En 1963 se creó la liga alemana, la Bundesliga, pero el equipo bávaro no fue invitado a jugarla, su primer año en la liga coincidió con la llegada de un joven jugador llamado "Franz Beckenbauer" que recientemente había abandonado su club, el TSV 1860 Múnich tras una discusión con los directivos. En el Bayern de Múnich ya jugaba un joven portero llamado Sepp Maier y en la delantera un joven al que el entrenador llamaba el "molinero gordito", Gerd Müller. Años después ese sobrenombre sería sustituido por otro, que el mundo conoció años después como "Torpedo Muller", en su primer año en la Bundesliga, la temporada 1965/1966 el club consiguió su primer título, dando inició la conquista de títulos en Europa.

## La reconstrucción (1946 - 1967)
El fútbol alemán necesitó un tiempo para arrancar después de un periodo de necesidad y catástrofes. Tardó nueve años en volver a calar entre las masas, al volver la selección nacional triunfal del Campeonato del Mundo disputado en la vecina Suiza. El equipo de Sepp Herberger ganó allí su primer título mundial, aunque la final contra Hungría fuese una amarga experiencia para Jakob Streite, el cerebro de los bávaros. El hasta entonces 15 veces internacional tuvo que ver el partido desde la grada.
Un partido de la selección alemana sin ningún jugador del Bayern se convirtió después en una algo poco usual. En 1957 ganaron los “rojos” por primera vez la copa ante 42000 espectadores en el estadio Augsburger Rosenaustadion. Jobst marcó el definitivo 1 a 0 contra el Fortuna Düsseldorf. Después vino un pequeño periodo de sequía: los bávaros, con su presidente, el constructor Wilhelm Neudecker a la cabeza, tuvieron que pasar por el mal trago de no poder participar en la recién creada Bundesliga.
Dos años más tarde el Bayern consiguió ascender a la división superior, bajo el mando del entrenador Tschik Cajkovski, muerto en 1988. Empezó un desarrollo sorprendente del Bayern: porque el cronista se topó por primera vez con el nombre de Franz Beckenbauer y porque aparecieron por primera vez nombres importantes en la historia del Bayern.
Cajkovski alineó por primera vez a Franz en un partido de la ronda de ascenso. Detrás de él había un tal Sepp Maier defendiendo la portería, y delante un joven delantero llamado Gerd Müller. Cajkovski le puso el apodo cariñoso de “pequeño gordo Müller”.
Este fue el eje que llevó a la fama mundial al FC Bayern. Tuvieron un exitoso comienzo en la Bundesliga, logrando el tercer puesto en su primer año (1965/66). Como recompensa Beckenbauer y Maier acompañaron a la selección alemana a Inglaterra, donde Alemania sólo perdió en la final contra el equipo local.
No fue un año sin títulos, ya que antes del Campeonato mundial el FC Bayern había ganado su segunda copa por 4 a 2 ante el Meidericher SV. Brenninger por dos veces, Ohlhauser y Beckenbauer marcaron en la final de Frankfurt ante 60000 espectadores.
Un año más tarde, en 1967, llegó el primer título europeo. Poco después de conquistar la tercera copa por 4 a 0 ante el Hamburger SV, lograron el doblete: Franz “Toro” Roth, que siempre marcaba en los partidos importante, por lo cual se ganó el apodo de “Mister Copa de Europa”, marcó en el minuto 109 de la final de la Recopa de Europa ante el Glasgow Rangers.

## Los años dorados (1968 - 1975)
En 1968 hubo una ruptura. Branco Zebec sustituyó a Cajkovski y prohibió el consumo de cerveza en el Bayern. Eso no podía funcionar, comentaban recelosos los expertos, los aficionados no deben sufrir por la falta de victorias. Pero esa vez funcionó y se consiguió el doblete; la liga con ocho puntos de ventaja sobre el segundo, Alemannia Aachen, y la copa ante el Schalke. Mientras tanto había surgido un equipo al que el Bayern durante estos años tuvo que batir, el Borussia Mönchengladbach. Los 'once potros' ganaron la liga en 1970 y 1971, relegando por dos veces al Bayern a la segunda plaza.
Cuando en 1972, los muniqueses alcanzaron de nuevo el éxito, esta vez en el estadio olímpico y con un nuevo entrenador, Udo LAttek, hubo más de un motivo de alegría. Gerd müller alcanzó la cifra de 40 goles en liga, marcando un hito en la estadística del fútbol alemán. Además el equipo obtuvo 53 puntos y tan sólo perdió 13 (a 2 puntos por partido ganado), otro récord en la Bundesliga. Apenas sin esfuerzo, el equipo de Lattek se llevó la copaa Munich al vencer 2-1 al Colonia tras la prórroga.
Con Lattek se consiguieron otras dos ligas y el máximo trofeo europeo, la copa de Europa, que el Bayern colocó en sus vitrinas en 1974. "Katsche" Schwarzenbeck empató el partido 1-1 a un minuto del final de la prórroga contra el Atlético de Madrid, lo que obligó a la repetición del partido. En la segunda ocasión vencieron Franz y compañía por 4-0, en Bruselas, con goles de Uli Hoeneß(2) y Gerd Müller(2).
Ese mismo año la selección alemana se proclamó campeona del mundo, y la final se disputó contra Holanda en Múnich. Con 2-1 había sobre el terreno de juego seis jugadores del Bayern: Maier, Beckenbauer, Schwarzenbeck, Breitner, Hoeneß y Müller, dos de ellos anotaron los tantos, Breitner de penalti y Müller con un inolvidable disparo a media vuelta.

## La conquista de títulos de Europa

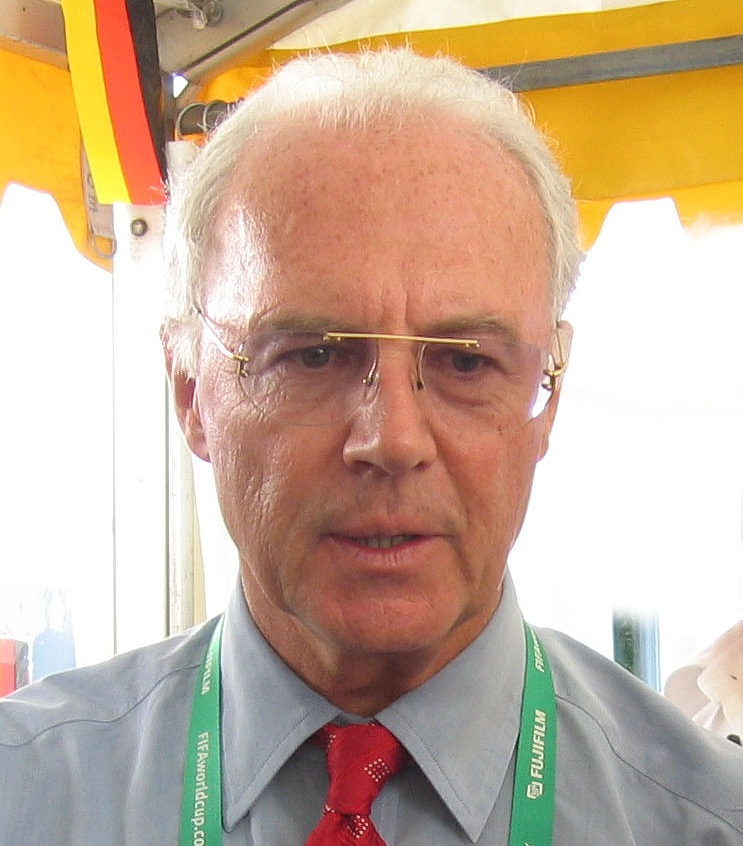
Franz Beckenbauer, exjugador alemán que contribuyó a los grandes éxitos del club en los 60' y en los 70'.

En la final de la Recopa de Europa ese año se enfrentaron a uno de los mejores Rangers de la historia. Los alemanes les pasaron por encima sin contemplaciones. Alemania se había convertido en la cuna de los mejores jugadores del Mundo. En su primera final de la Copa de Campeones de Europa 1973-74 en una final que pasará a la historia el Bayern de Múnich empató ante el Atlético de Madrid gracias a un disparo desde larga distancia de Georg Schwarzenbeck en el minuto 119 de la prórroga, en el partido de desempate disputado al dos días después, el Bayern consiguió su primera Copa de Europa al ganar, esta vez sin apelativos por 4-0. Ese verano la columna vertebral del Bayern ganó la segunda Copa Mundial de Fútbol para Alemania ante la "naranja mecánica", donde jugaba Johan Cruyff, el dominio del "Kaiser", sobrenombre de Franz Beckenbauer, no había terminado aún.
En 1975 el Bayern ganó su segunda Copa de Europa, y en 1976, consiguió su tercera Copa de Europa y la primera Copa intercontinental al vencer a Cruzeiro EC de Brasil.
Beckenbauer se retiró en 1977, y el equipo notó su ausencia durante tres años en los que no consiguió ningún título. Estos volvieron de la mano, o mejor dicho de los pies, de los de un joven Karl-Heinz Rummenigge.

## Cambios y resurgimiento

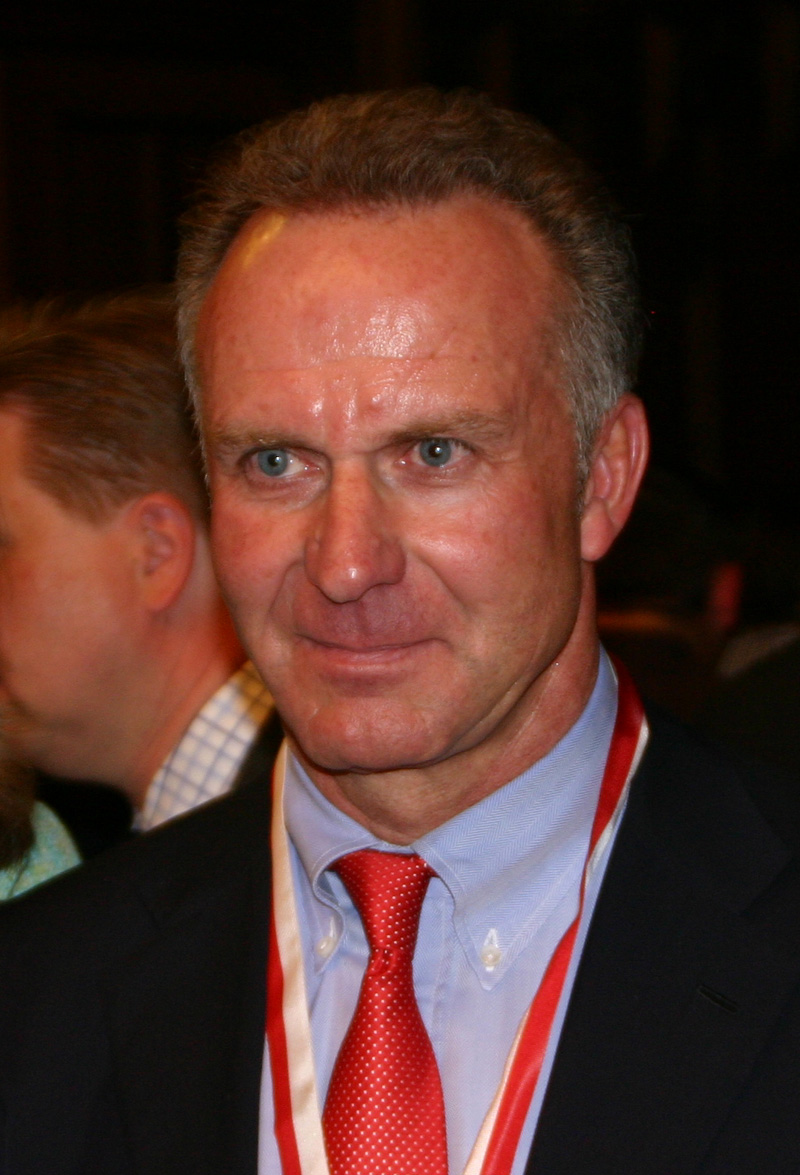
Karl-Heinz Rummenigge, principal figura del resurgimiento del Bayern de Múnich.

Siguieron años de cambios sin títulos. En 1977 se despidió Franz Beckenbauer y fichó por el Cosmos de Nueva York. Sólo un año más tarde le siguió Gerd Müller y también cruzó el charco para jugar con los Fort Lauderdale Strikers.
En 1979 asumió Uli Hoeneß el cargo de mánager a la edad de 27 años y relevó así al consejero de Beckenbauer, Robert Schwan. Pal Csernai sustituyó al entrenador Gyula Lorant. Y el presidente Neudecker se marchó porque el equipo había rechazado al antiguo “León” Max Merkel como entrenador. El nuevo jefe fue Willi O. Hoffmann.
Pero empezaron nuevos y mejores años. Paul Breitner y el joven Karl-Heinz Rummenigge, que formaban una sociedad a la que se llamó “FC Breitnigge”, llevaron al Bayern al campeonato del año 1980, por primera vez en 6 años. También al año siguiente el trofeo viajó a Munich, el HSV, Stuttgart y el Lautern fueron los perseguidores de esos dos años.
En 1982 se jugó la legendaria final de copa ante el FC Nuremberg: Después de ir perdiendo por 0 a 2 el Bayern remontó y acabó ganando por 4 a 2. Dieter Hoeneß, con la cabeza ensangrentada, y cubriéndose la herida con un vendaje marcó un gol. Ese año en cambio se perdió la final de la Copa de Europa contra el Aston Villa por 0 goles a 1.
También se perdió la final del mundial contra Italia, aunque Breitner consiguió entrar en la historia al convertirse en el primer y hasta el momento único jugador alemán en marcar en dos finales de un Campeonato del mundo.
Honor, al que le corresponde: Entre 1965 y 1981 el Bayern colocó a sus jugadores como el mejor Jugador del Año hasta un total de once veces: Beckenbauer (4), Maier (3), Müller (2), Rummenigge y Breitner (1 cada uno).
En 1983 volvió Lattek con los bávaros. En la final de copa de 1984 venció su equipo al Gladbach en la tanda de penaltis. Lothar Matthäus falló un penalti para el Borussia y al año siguiente cambió su equipo por el Bayern. A cambio se marchó Kalle Rummenigge, en aquel tiempo tan famoso que hasta un grupo de música pop inglés le cantaba a la “rodilla sexy”, al Inter de Milán en un traspaso récord de 11 millones de marcos.
Un año después, con Sören Lerby y el joven Wiggerl Kögl, los bávaros se alzaron con el campeonato. La dirección del club la asumió el Profesor Dr. Fritz Scherer. Otro año más tarde se celebró otro doblete, y en 1987 otra liga. Pero la amarga derrota de la final de Copa de Europa ante el FC Oporto por 1 a 2 dejó una profunda herida en el equipo.

## Años de transición (1987-1999) y revancha cumplida (2000-01)

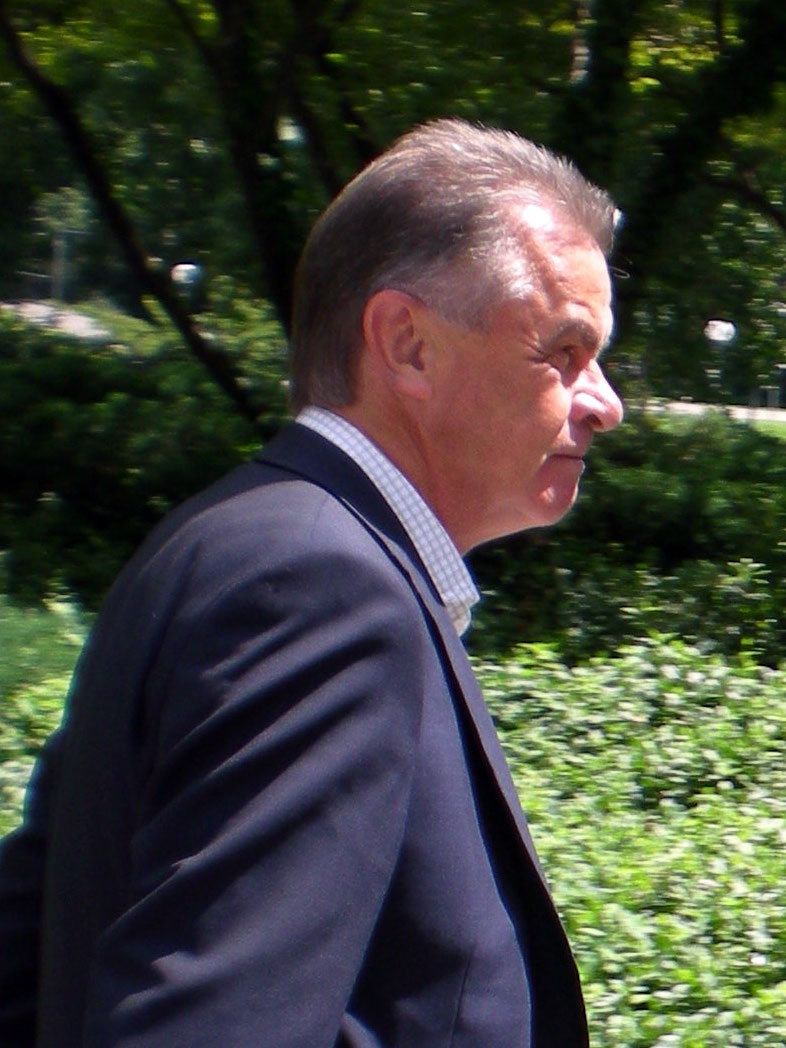
Ottmar Hitzfeld, entrenador que consiguió numerosos títulos con el Bayern.

Desde entonces el carrusel de técnicos que pasaron por el equipo no consiguieron devolver al equipo sus días de gloria. Y después de estar incluso en los últimos lugares de la Bundesliga, en 1987 el Bayern, que había llegado a la final de la Copa de Campeones de Europa 1986-87, fue derrotado por el FC Oporto con un gol de un futbolista juvenil de 18 años llamado Paulo Futre. Beckenbauer volvió al equipo para rescatarlo de la mala campaña, esta vez desde el banquillo, y como no podía ser de otra manera el Bayern de Múnich ganó la Liga Alemana. Después se retiró a los despachos para dirigir al club desde la Presidencia. El equipo recuperó con su gestión el prestigio perdido. 
Con Jürgen Klinsmann en el campo el Bayern inscribió su nombre en la lista de campeones de Copa de la UEFA 1995-96. Tres títulos más en la década de los 90 devolvieron al club su lugar en Europa, una Copa de la UEFA y dos ligas, la última de las cuales daría al equipo el pase en la Liga de Campeones de la UEFA 1998-99, después de demostrar ser el equipo más fuerte de la competición el equipo llegó a la final que se jugó en Barcelona. En un partido que los muniqueses desean olvidar, el Bayern ganaba por 1-0 en el minuto 88 del partido. En tan sólo dos minutos el equipo se vio despojado de la gloria con dos goles del Manchester United, obra de Teddy Sheringham y Ole Gunnar Solskjær, en otra cruel final de la Liga de Campeones, cerrando así temporadas de altos y bajos, en el segundo milenio vendrían los éxitos de revancha para el club bávaro.
En el 2001 el equipo bávaro tomó cumplida la revancha, volviendo a reeditar sus laureles de campeón de la Liga de Campeones de la UEFA 2000-01 en una final decidida en los penaltis contra el Valencia de España. Además, en ese mismo año, el cuadro muniqués logró ser el poseedor de la Copa Intercontinental por segunda vez en su historia, tras derrotar en la prórroga al Boca Juniors de Argentina culminando así una temporada perfecta. Después de tres años exitosos más con el club, Ottmar Hitzfeld dejó la conducción del equipo a Felix Magath en 2004.

## Un siglo de éxitos (1900-2000)
La historia de los primeros 100 años, la historia de los éxitos empieza y acaba con un nombre: Franz. ¿Fue quizás una coincidencia, que la noche del 27 de febrero de 1900 que precisamente un tal Franz, de apellido John, fuese el cabecilla de un grupo de inquietos revolucionarios que se reunieron en el restaurante muniqués “Restaurant Gisela” para fundar el FC Bayern de Múnich? ¿Que un tal Franz consiguiese la separación del equipo matriz del MTV 1879, donde a los jugadores se les negaba cualquier atisbo de libertad? ¿Sólo coincidencia, que tuviese que pasar justo un siglo para que otro Franz, apellidado Beckenbauer, asumiese la presidencia del club que durante 1200 meses había ganado tantos títulos?
Franz John nunca llegó a soñarlo. Tampoco el hecho de que “su” FC Bayern pudiese ser alguna vez campeón de Alemania, campeón de Europa e incluso campeón del Mundo. Tampoco que su hasta el momento último sucesor, apenas 10 décadas después pudiese encontrarse con el jefe de Estado más famoso y poderoso del mundo. Que en ese momento el primer ministro británico Tony Blair le susurrase al oído que él, Beckenbauer, era el personaje más conocido pese a toda la ilustre compañía en la que se encontraban.

## Los últimos años de Hitzfeld (2001-2004)
Tras la victoria en la UEFA Champions League, el Bayern se reforzó con la llegada de jugadores como Zé Roberto, Michael Ballack y Sebastian Deisler, en la que fue una temporada de transición, el Bayern fue eliminado en cuartos de final de la Champions League por el Real Madrid, acabando tercero en la Bundesliga y llegando a semifinales de la Copa de Alemania.
Para la temporada siguiente, el Bayern no realizó ningún fichaje de relevancia, sin embargo, la temporada 2002-03 sería mucho más exitosa que la anterior, el club logró el doblete, ganando la Bundesliga y la Copa de Alemania, aunque mucho más decepcionante fue el paso por la Champions League, siendo eliminados en fase de grupos en un grupo aparentemente fácil logrando solo dos puntos.
En la última temporada de Hitzfeld en el club bávaro, el equipo quedó segundo en la Bundesliga, eliminado en cuartos de final de la Copa de Alemania y en dieciseisavos de final de la Champions por el Real Madrid.

## Los años de Felix Magath (2004-2007)

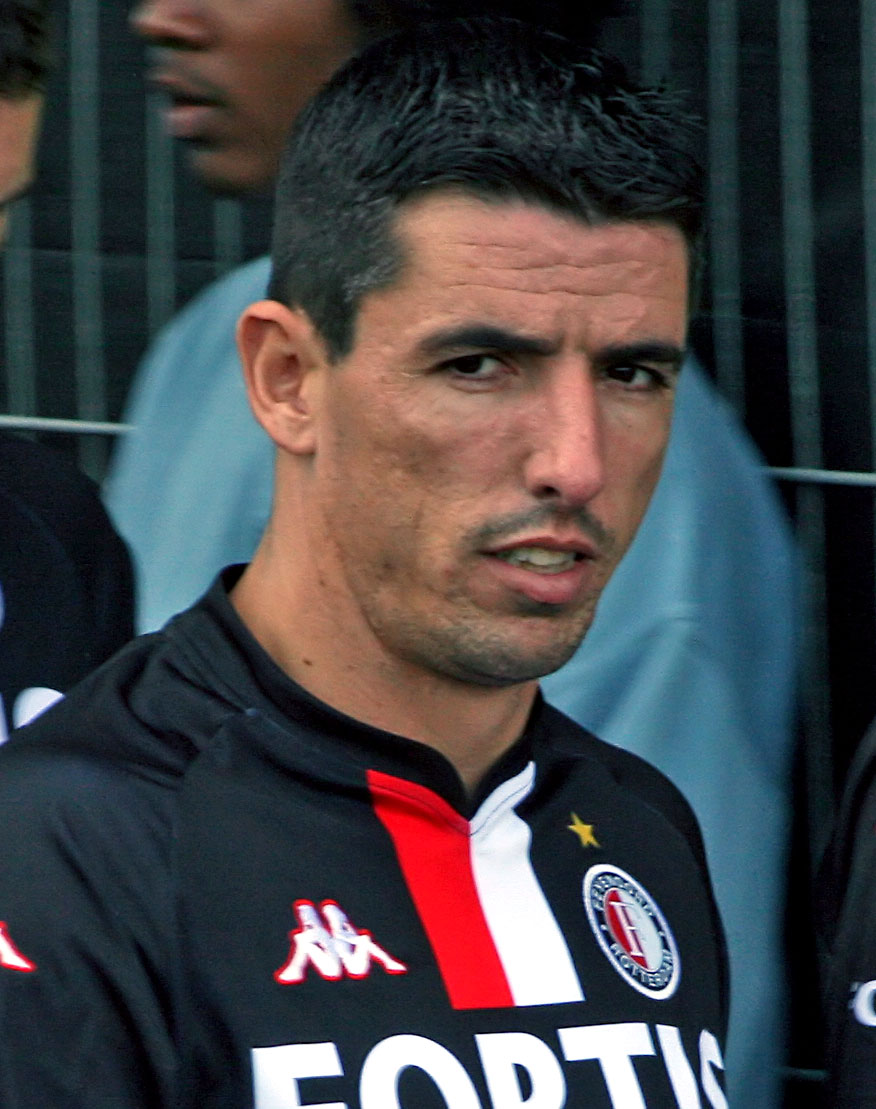
Roy Makaay fue el máximo goleador del Bayern en tres temporadas consecutivas.

Felix Magath llegó sustituyendo a Ottmar Hitzfeld para la temporada 2004-05, con una gran plantilla con jugadores como Oliver Kahn, Willy Sagnol, Michael Ballack y Roy Makaay de pilares, el Bayern ganó de manera sobrada la Bundesliga alemana con 14 puntos de ventaja sobre el segundo clasificado, el Schalke 04.
Para la siguiente temporada no había aparentemente ningún equipo capaz de acabar con la hegemonía del club bávaro, y así se confirmó, el Bayern ganó de nuevo la Bundesliga y ganó también la Copa de Alemania venciendo al Eintracht Frankfurt en la final con gol del peruano Claudio Pizarro.
Sin embargo, la temporada 2006-07 supuso un punto de inflexión en el Bayern de Múnich, con el fichaje de Lukas Podolski y Daniel van Buyten, nada podía hacer presagiar el pésimo inicio de temporada de los bávaros, con derrotas ante equipos como el Arminia Bielefeld, el VfL Wolfsburg o el Werder Bremen. En diciembre de 2006, el Bayern fue eliminado de la Copa de Alemania por el modesto Alemannia Aachen de la segunda división germana. En febrero de 2007, Felix Magath fue destituido y reemplazado por Ottmar Hitzfeld. El club finalmente acabó en un decepcionante cuarto puesto en liga y eliminado en cuartos de final de la Champions League.

## Nuevas contrataciones y despedidas (2007-08)

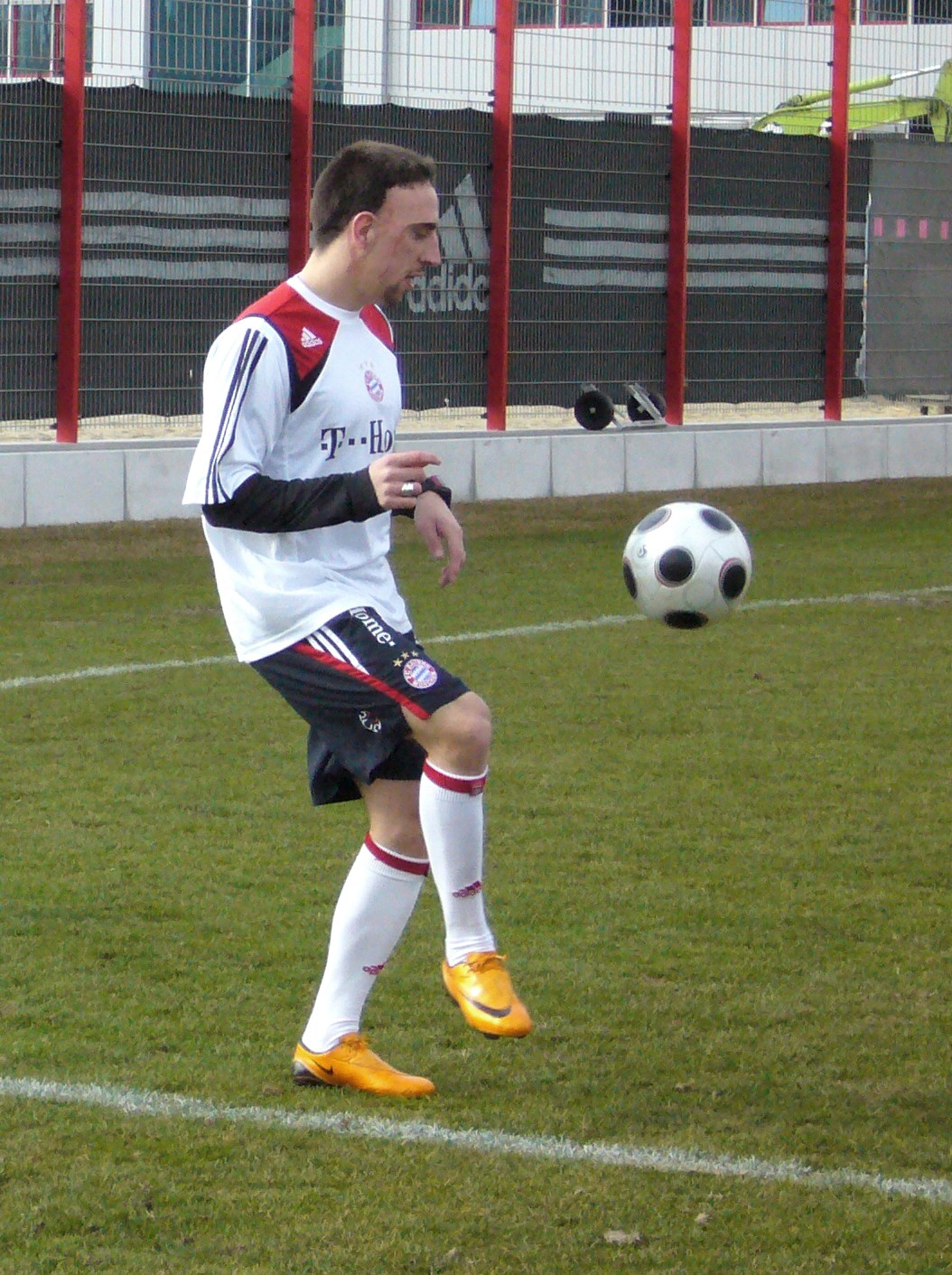
Franck Ribéry, jugador francés, una de las estrellas del club.

La Temporada 2007-08 marcará al club con dos despedidas: la del mítico arquero Oliver Kahn y su multicampeón entrenador Ottmar Hitzfeld, que regresó a Bayern como director técnico con la consigna de conseguir la Copa de Alemania, Bundesliga y hacer una buena campaña en la Copa de la UEFA con una plantilla renovada de contrataciones, formar un equipo que este a la altura son los objetivos del club de cara al futuro. 
En la temporada 2007-08, el conjunto consiguió llevarse la Copa de Alemania, donde venció 2-1 al Borussia Dortmund; en la Copa de la UEFA, una vez conseguida la primera posición de su grupo y superados los cuartos de final eliminando de forma agónica a Getafe, disputó la semifinal de la Copa de la UEFA de 2008 contra el equipo revelación Zenit de San Petersburgo quedando eliminado en el partido de vuelta como visitante, tras perder 4-0. El objetivo principal se cumplió luego que Bayern se coronara campeón de la Bundesliga 2007-08 sumando su título número 21, clasificándose a la Liga de Campeones cerrando así una excelente campaña donde además sus nuevas contrataciones consiguieron adaptarse al equipo tal es el caso de los internacionales el alemán Miroslav Klose, el italiano Luca Toni y el francés Franck Ribéry, siendo el italiano máximo goleador de la Liga Alemana y de la Copa de la UEFA.
El adiós del Bayern del "General" como se le conoce al exitoso entrenador Ottmar Hitzfeld y marcando así el adiós al fútbol tanto a nivel clubes y de su selección Nacional, del portero Oliver Kahn que dijo:   

“Recibir la ensaladera de campeón es lo máximo. 20 años de carrera profesional es algo increíble. Viví de todo en el fútbol. Ahora ya no hay vuelta atrás, es el momento justo para colgar los guantes. Estoy muy agradecido de todo”.

Ahora la Liga de Campeones será la prioridad del Bayern la próxima temporada. “El próximo año lo más importante será la Champions“, se expresó el director deportivo bávaro Uli Hoeness.

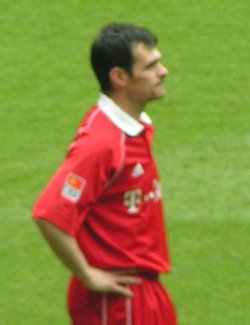
Willy Sagnol, gran defensa del Bayern.

## Klinsmann y Heynckes (2008-09)

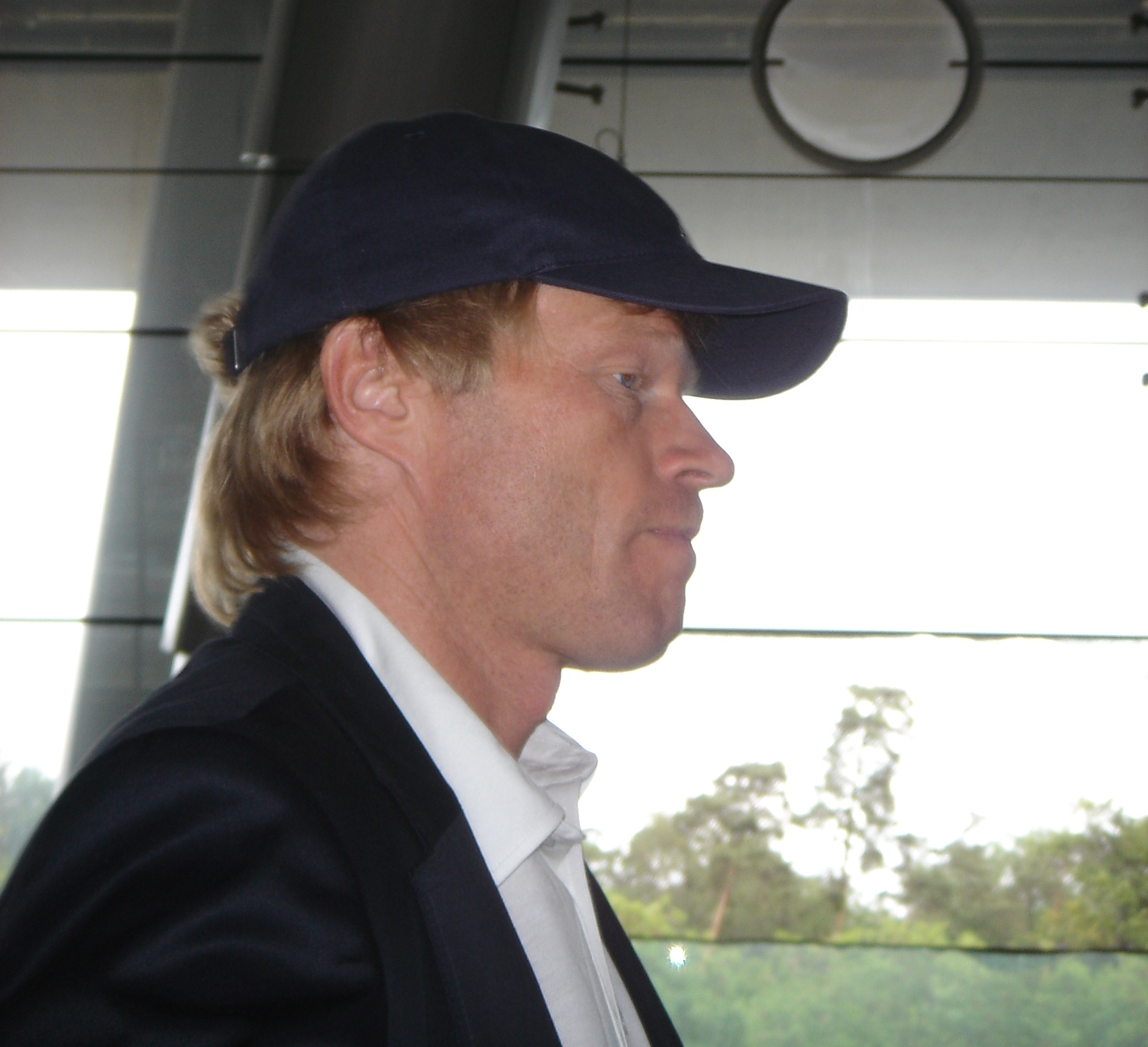
Oliver Kahn. Uno de los más famosos guardametas de la historia del Bayern.

Sin la continuidad de Ottmar Hitzfeld, en diciembre de 2007 el Bayern anunció que el exjugador Jürgen Klinsmann sería el nuevo entrenador del club para la temporada 2008-09. Oliver Kahn se retiró al final de la temporada 2007-08, siendo reemplazado por el portero suplente, Michael Rensing, el cual no logró cumplir las expectativas que se tenían para el "sucesor de Kahn", por ello el Bayern fichó al veterano guardameta Hans-Jörg Butt. El segundo portero Bernd Dreher también se retiró, le reemplazó Thomas Kraft. Durante el verano, Jan Schlaudraff y Sandro Wagner, jugadores reservas se marcharon a otros clubes alemanes. También dejó el club el paraguayo Julio dos Santos, tras dos temporadas cedido a otros clubes, como refuerzo únicamente llegó Tim Borowski procedente del Werder Bremen. En agosto, Klinsmann anunció que el neerlandés Mark van Bommel reemplazaría a Kahn como capitán. En los últimos días de mercado, el Bayern consiguió la cesión de Massimo Oddo procedente del AC Milan, también Marcell Jansen dejó el club rumbo al Hamburgo SV.
La temporada transcurrió con irregularidad, de destacar fueron las derrotas 2-5 ante el Werder Bremen y el modesto FC Ingolstadt 04, amén de la remontada épica del VfL Bochum en el Allianz Arena que terminó 3-3 con dos goles a última del Bochum. Para el mercado de invierno, el Bayern consiguió la cesión del estadounidense Landon Donovan procedente de la Major League Soccer. En abril de 2009, tras ser eliminados de la Copa de Alemania y de la UEFA Champions League por el FC Barcelona, y perder contra el Schalke 04 en el campeonato liguero, Klinsmann dimite como entrenador de los bávaros, siendo reemplazado por Jupp Heynckes en el cargo. Finalmente el Bayern termina la temporada 2008-09 como segundo clasificado tras el campeón, el VfL Wolfsburg.

## La era de Louis van Gaal (2009-2011)

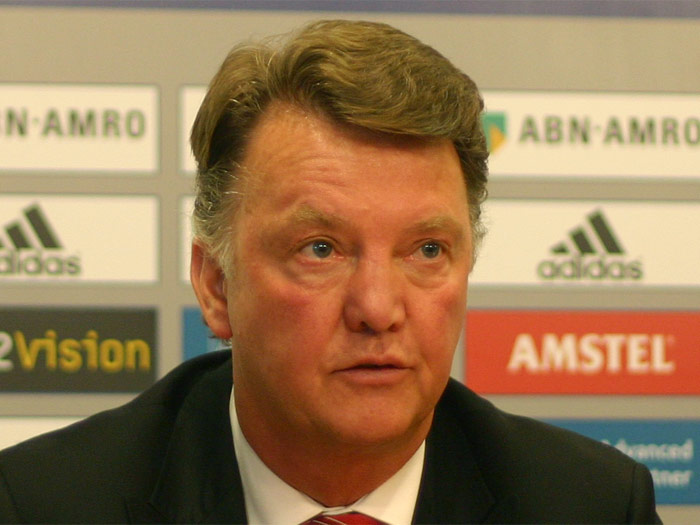
Van Gaal llevó al Bayern a la final de Champions y a ganar la Bundesliga.

Para la temporada 2009-10, el Bayern contrató al neerlandés Louis van Gaal como nuevo entrenador tras la marcha de Jupp Heynckes. Con el llegaron dos nuevos refuerzos, el también holandés Arjen Robben y el hispano-alemán Mario Gómez que entre los dos le costaron al Bayern 30 millones de euros. En esa época, el famoso exjugador Uli Hoeneß asumió la presidencia del club bávaro. La temporada fue muy exitosa para el Bayern, ganando la Bundesliga de ese año y llegando a la final de la UEFA Champions League donde fueron derrotados por el Inter de Milán. Con todo, se trató de una de las más exitosas temporadas del Bayern en décadas.
Para la temporada 2010-11, el Bayern no realizó ningún fichaje, salvo el retorno de Toni Kroos (cedido al Bayer Leverkusen), pero si que se marcharon algunos jugadores, como el italiano Luca Toni, de regreso a la Serie A y el argentino José Ernesto Sosa, de paupérrima participación en el club germano. El club sufrió a lo largo de la temporada las lesiones de importantes jugadores, sobre todo Arjen Robben, la temporada estuvo marcada por la irregularidad, y finalmente terminaron en quinta posición de la Bundesliga, a 14 puntos del campeón, el Borussia Dortmund. Durante el mercado de invierno se marcharon jugadores como Martín Demichelis (al Málaga CF) y Mark van Bommel (al AC Milan), llegando únicamente Luiz Gustavo procedente del 1899 Hoffenheim. En abril de 2011, con la finalización de contrato de Van Gaal, este no renovó, siendo reemplazado por su asistente, Andries Jonker.

## El retorno de Heynckes (2011-)

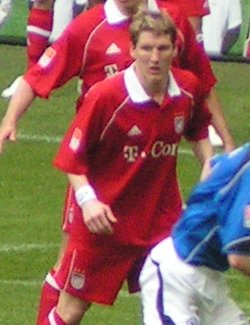
Bastian Schweinsteiger, figura y capitán del club bávaro.

Tras la finalización de contrato de Louis van Gaal, Jupp Heynckes firmó con el Bayern por lo que restaba de temporada más otra. En verano, el Bayern se hizo con los servicios de la joven promesa Nils Petersen procedente del Energie Cottbus. Los dos siguientes fichajes fueron el del guardameta Manuel Neuer procedente del Schalke 04, en busca de estabilidad para la portería del Bayern que no tenía desde la retirada de Oliver Kahn, y el lateral Rafinha procedente del Genoa CFC y que ya había jugado en Alemania. A ellos hay que sumar la cesión del japonés Takashi Usami y el traspaso a última hora de Jérôme Boateng procedente del Manchester City. Se marcharon Thomas Kraft y Andreas Ottl (al Hertha BSC), Hamit Altintop (al Real Madrid), Miroslav Klose (al SS Lazio) y Mehmet Ekici (al Werder Bremen).
La temporada 2013-14 comienza con un relevo en el banquillo: Pep Guardiola sucede a Jupp Heynckes con el reto de mantener el elevado listón que le dejó este. El debut del nuevo entrenador tuvo lugar el 27 de julio en la Supercopa de Alemania 2013 ante el Borussia Dortmund perdiendo por 2:4. En cambio, el 30 de agosto, el Bayern ganó su primera Supercopa de Europa, derrotando al Chelsea en la tanda de penaltis, tras un 2:2 al final de la prórroga. El equipo alemán cerró con la conquista de la Copa Mundial de Clubes de la FIFA 2013 el 21 de diciembre, además de ostentar un sólido liderato en la 1. Bundesliga 2013-14. Finalmente, el Bayern gana dicho torneo el 25 de marzo de 2014, con siete jornadas de antelación, luego de vencer al Hertha Berlín con una marcador de 3:1. Ya como campeón, el Bayern pierde por 1:0 ante el Augsburgo y pone fin a una racha de 53 partidos sin perder y 65 consecutivos marcando. Aunque el equipo sufrió una contundente eliminación en semifinales de la Liga de Campeones de la UEFA 2013-14 contra el Real Madrid con un global de 0:5, terminó la temporada con un doblete al ganar la Copa de Alemania 2013-14. Era la segunda vez, después de hacerlo en 2006, que el Bayern encadenaba dos dobletes consecutivos.
En la temporada 2014-15, el Bayern volvió a proclamarse campeón en la 1. Bundesliga 2014-15 obteniendo así su 25.º título liguero y el tercero consecutivo. En cambio, volvió a ser eliminado en semifinales de la Liga de Campeones de la UEFA 2014-15, esta vez ante el Barcelona con un global de 3:5, y tampoco pudo superar la última eliminatoria ante el Borussia Dortmund en la Copa de Alemania 2014-15.

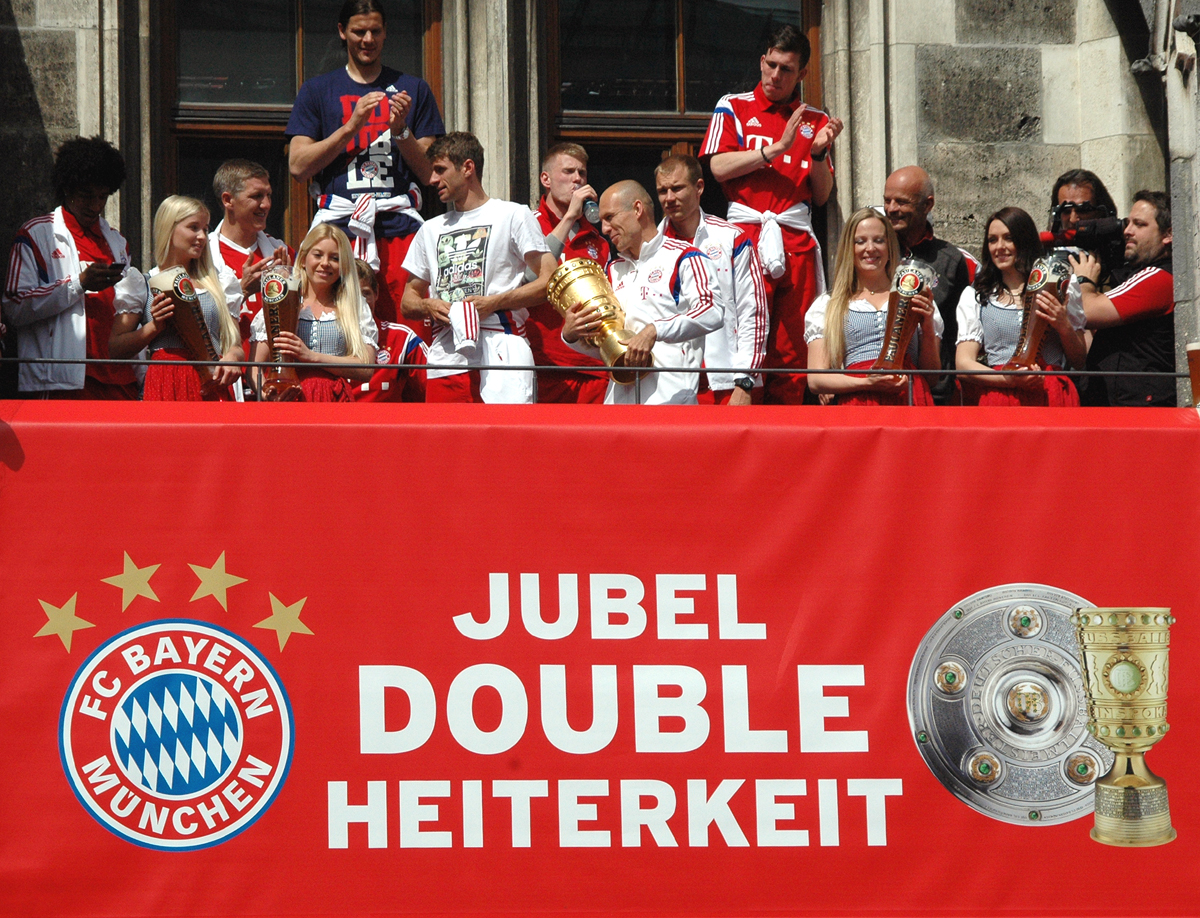
Celebración por parte de los jugadores tras el doblete conseguido en la temporada 2013-14.

La temporada 2015-16 empezó con derrota en la Supercopa de Alemania 2015 ante el Wolfsburgo en tanda de penales. En su primer partido de liga, derrotaron al Hamburgo con marcador de 5:0, y posteriormente en la segunda jornada, el 22 de agosto, el club otorgó el gol más rápido en la historia de la liga, al encajar un gol a los nueve segundos ante el Hoffenheim. No obstante cerca de finalizar el partido lograron vencerlos con marcador de 2:1. El 22 de septiembre, Robert Lewandowski fue autor de los cinco tantos con los que el Bayern derrotó al Wolfsburgo en un partido válido por la liga. Tras el descanso, momento en el cual su equipo caía por 1:0, el futbolista ingresó al campo de juego a los 51' para instantes después anotar los cinco tantos en un corto lapso de nueve minutos, lo cual constituye un récord mundial. También, el equipo consiguió diez victorias en los primeros diez partidos de liga para registrar otra plusmarca. Después de la primera ronda, el equipo dejó marca de 15 victorias y 46 puntos, siendo esta la quinta vez que el Bayern lideraba la primera vuelta de forma consecutiva, consiguiendo además ocho puntos sobre su más cercano perseguidor: el Borussia Dortmund.
A finales de año el club anuncia que Pep Guardiola no renovaría su contrato el cual expiraba al final de temporada, por lo que el club se hizo de los servicios del entrenador italiano Carlo Ancelotti. En las semifinales Liga de Campeones de la UEFA 2015-16, el club cayó derrotado —por tercera vez consecutiva en esa instancia y nuevamente ante un equipo español— al saldar una derrota 0:1 y una victoria 2:1 ante el Atlético de Madrid —logrando estos últimos el pase a la final por el gol de visitante—. En la liga, el club consiguió el título en la penúltima jornada, logrando así ser el único equipo en la historia de la Bundesliga en conseguir el campeonato alemán cuatro veces consecutivas. Guardiola culmina con la conquista de la Copa de Alemania 2015-16, venciendo en la tanda de penaltis al Borussia Dortmund, logrando así otro doblete.
El 11 de julio es presentado en rueda de prensa el nuevo entrenador Carlo Ancelotti, consiguiendo su primer título el 14 de agosto tras vencer 0:2 en una nueva edición de «Der Klassiker» al Borussia Dortmund en la Supercopa de Alemania 2016. En Europa, el Bayern no podría pasar de los cuartos de final de la Liga de Campeones de la UEFA 2016-17 al ser eliminado nuevamente por el Real Madrid en otra edición de «el clásico europeo», cortando así el hito de haber estado en cinco semifinales consecutivas de dicho torneo. En la Copa de Alemania 2016-17 cayeron en semifinales ante el Borussia Dortmund. El Bayern terminaría la campaña, faltando tres partidos de liga, alcanzando su quinto título consecutivo de Bundesliga tras vencer 0:6 al Wolfsburgo. Al final de dicha temporada, el capitán Philipp Lahm, Xabi Alonso y Tom Starke ponían fin a sus carreras como jugadores. Además de ellos, Hermann Gerland (segundo entrenador) también se despedía ante unos 75 000 espectadores.
El 31 de julio, Hasan Salihamidžić fue presentado como nuevo director deportivo. El excentrocampista —que jugó para el club desde 1998 a 2007— asumió el puesto que había estado vacante durante más de un año desde la dimisión de Matthias Sammer. El 5 de agosto, el Bayern ganaría la Supercopa de Alemania 2017 por sexta vez, en una tanda de penaltis contra el Borussia Dortmund. El 28 de septiembre el entrenador Carlo Ancelotti fue despedido tras una derrota por 3:0 en la fase de grupos de la Liga de Campeones de la UEFA 2017-18 ante el París Saint-Germain, así como una temporada totalmente insatisfactoria en cuanto al rendimiento esperado. Un día después, Willy Sagnol —quien para el momento se desempeñaba como segundo entrenador— asumió las riendas del club de forma interina. El 6 de octubre la directiva del club confirmó el regreso de Jupp Heynckes hasta el final de temporada iniciando así su cuarta etapa como entrenador del Bayern. El regreso de Heynckes también trae de vuelta al club a Hermann Gerland y a Peter Hermann. Hermann era hasta la fecha el segundo entrenador del Fortuna Düsseldorf, por su parte, Gerland era responsable del área deportiva del FC Bayern Campus. Con Heynckes nuevamente al mando, el equipo logró reponerse y rápidamente escaló hasta la cima de la liga, en la cual se proclamaron campeones por sexta vez consecutiva. En Europa llegó hasta semifinales tras caer ante el Real Madrid, mientras que en la Copa de Alemania, el equipo cayó 1:3 ante el Eintracht Fráncfort, estos dirigidos por el croata Niko Kovač —quien había sido anunciado como sucesor de Heynckes para la temporada 2018-19—.
La primera temporada de Niko Kovač no empezó muy bien, ya que el Bayern se quedó atrás del Borussia Dortmund en la liga durante la primera mitad de la temporada. Sin embargo —como pasó en casos similares con Louis van Gaal y Carlo Ancelotti—, la dirigencia del club decidió proteger a su entrenador de las críticas. Después de las vacaciones de invierno, el Bayern acortó rápidamente la distancia y se ubicó en el primer lugar de la liga. En la Liga de Campeones de la UEFA el club fue eliminado por el Liverpool en los octavos de final, siendo la primera vez desde 2011 que el Bayern no llegaba a la instancia de cuartos de final. Durante la temporada se anunció que sería la última temporada de Arjen Robben, Franck Ribéry y Rafinha. En marzo de 2019, el club anunció el fichaje de Lucas Hernández del Atlético de Madrid por una tarifa récord tanto del club como de la liga por 80 millones de euros. El 18 de mayo el Bayern ganó su séptimo título consecutivo en la 1. Bundesliga al terminar dos puntos por encima del Borussia Dortmund. Una semana después el Bayern derrotó al R. B. Leipzig por 3:0 en la final de la Copa de Alemania. Con la victoria, el Bayern ganó su decimonoveno título en este torneo y su duodécimo doblete doméstico.
La siguiente temporada el equipo continuaba con un rendimiento regular y tras la jornada 10 donde el Bayern fue derrotado 5:1 por el Eintracht Fráncfort, Kovač fue despedido, asumiendo el cargo como interino Hans-Dieter Flick. Flick quien se unió al Bayern como parte del cuerpo técnico de Niko Kovač el 1 de julio de 2019, fue promovido como entrenador interino cuando Kovač fue despedido el 3 de noviembre. El 6 de noviembre, en su primer partido en el cargo, vencería al Olympiacos 2:0 en un partido de la fase de grupos de la Liga de Campeones. Tras una serie de buenas actuaciones, el club anunció el 2 de diciembre que Flick se quedaría el resto de la temporada, sin embargo, en abril de 2020, el Bayern anunció que había llegado a un acuerdo con Flick para que este fuese el entrenador hasta 2023. El club siguió con su buen andar en liga y alcanzó su octavo título consecutivo, así como también la copa nacional, siendo el decimotercer doblete en la historia del club. En la Liga de Campeones, el Bayern alcanzaría la semifinal tras derrotar 8:2 al Barcelona, siendo este el peor resultado continental para el club español. Después conseguiría vencer al Olympique de Lyon por 3:0 para alcanzar nuevamente una final continental desde la última vez en 2013. En la final vencieron al París Saint-Germain por 1:0 con gol de Kingsley Coman para alcanzar —pese a los parones de tiempo debido a la pandemia de COVID-19— el triplete y convertirse en el segundo club europeo que alcanza dos tripletes continentales. Igualmente se convirtió en el único club que logra ganar todos sus partidos en una competición continental europea.

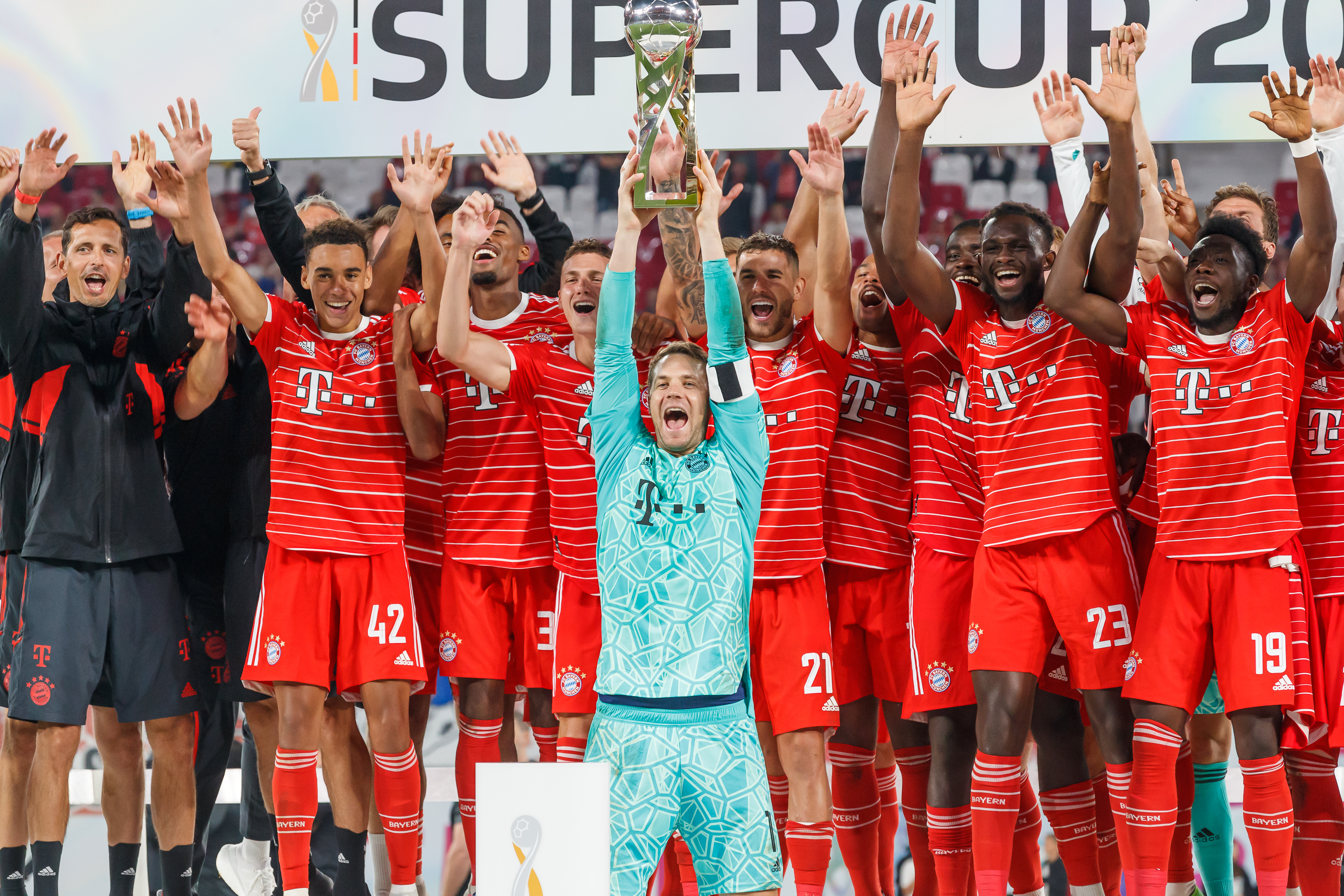
Jugadores celebrando la consecución de la Supercopa de Alemania 2022.

Después de un breve descanso, el equipo comenzó la temporada 2020-21 ganando la Supercopa de Europa por segunda vez en su historia. En un partido cerrado el Bayern venció 2:1 al Sevilla en tiempo suplementario, con Javi Martínez anotando el tanto de la victoria. La racha culminaría el 27 de septiembre cuando el Hoffenheim derrotó 4:1 al Bayern en la segunda jornada de liga, cortando así una racha de 32 partidos invictos, además de una serie de 24 victorias consecutivas —que se había convertido en récord mundial tras superar las 22 victorias que consiguió el Real Madrid en 2014—. Pocos días después consiguió el quintuplete por segunda vez en su historia al vencer 3:2 al Borussia Dortmund en la Supercopa de Alemania. El Bayern culminó la histórica temporada con la consecución de la Copa Mundial de Clubes al vencer 1:0 con gol de Benjamin Pavard a los Tigres UANL de México, para así obtener el sextuplete. Posteriormente el Bayern falló en la defensa del título de la Liga de Campeones al quedar eliminado por gol de visitante ante el París Saint-Germain en cuartos de final. Sin embargo, pudo conseguir su noveno título consecutivo de liga, y además, Robert Lewandowski rompió la marca de más goles en una temporada de liga de Gerd Müller después de anotar 41 veces. Igualmente el 27 de abril, el club anunció que Flick pidió al club irse al final de la temporada, y que el entrenador del R. B. Leipzig, Julian Nagelsmann, se convertiría en el nuevo entrenador a partir del 1 de julio. Según varios informes, el Bayern pagó a Leipzig 25 millones de euros, un récord mundial para un entrenador, como compensación por los servicios de Nagelsmann. Más tarde se anunció que Flick se marchaba para hacerse cargo de la selección alemana.
Bajo la dirección de Nagelsmann, el Bayern completó la hazaña de ganar diez títulos consecutivos de Bundesliga tras derrotar 3:1 al Borussia Dortmund. Igualmente el Bayern se convirtió en el primer y único club de las cinco principales ligas de Europa en conseguir dicha hazaña. Sin embargo, el equipo perdió inesperadamente ante el Villarreal en los cuartos de final de la Liga de Campeones, saliendo en esa misma etapa por segundo año consecutivo. El 24 de marzo de 2023, Nagelsmann fue despedido y reemplazado por Thomas Tuchel, quién fue contratado hasta 2025.
Con Tuchel en el cargo, el club inmediatamente fue eliminado en los cuartos de final de la Copa de Alemania por el Friburgo, además de también ser eliminados en esa misma fase de Liga de Campeones por —a la postre campeón— Manchester City. Igualmente, Tuchel lideró al club a conseguir su undécimo título consecutivo tras vencer en la última jornada al Colonia, en una lucha por el título muy cerrada con el Borussia Dortmund. Tras el final de liga, Oliver Kahn y Hasan Salihamidžić fueron despedidos del club como director general y director deportivo respectivamente.
Con Thomas Tuchel en el cargo el club no tuvo su mejor temporada en poco más de una década y por primera vez en 11 años no resultó campeón de la Bundesliga, quedando en manos del Bayer Leverkusen de Xabi Alonso, que culminó la campaña invicto la temporada de liga. El Bayern también terminó eliminado tempranamente de la Copa de Alemania en 2ª ronda y, a pesar de una buena campaña europea, cayó eliminado en semifinales de la UEFA Champions League ante el Real Madrid a pocos minutos de finalizar el partido de vuelta (1-2) en el estadio Santiago Bernabéu culminando un global de 3-2 en favor de los madridistas.
Tras la salida de Thomas Tuchel, se anunció la contratación del ex defensa belga Vincent Kompany como nuevo entrenador.
El 2 de octubre de 2024, en la 2ª jornada de Champions League, el Aston Villa consigue vencer al Bayern, terminando así con la fase de imbatibilidad de los bávaros de no perder en 41 partidos consecutivos en fase de grupos, siendo la última vez el 27 de septiembre de 2017 ante el Paris Saint Germain.